# Arhimede
Arhimede din Siracuza (în greacă Αρχιμήδης, Archimedes; n. aprox. 287 î.Hr. în Siracuza, pe atunci colonie grecească – d. 212 î.Hr.) a fost un învățat al lumii antice. Realizările sale se înscriu în numeroase domenii științifice: matematică, fizică, astronomie, inginerie și filozofie. Carl Friedrich Gauss considera că Arhimede și Isaac Newton au fost cei mai mari oameni de știință din întreaga istorie a civilizației umane. 
Se cunosc puține detalii despre viața lui, dar este considerat drept unul din principalii oameni de știință din antichitate. Printre altele a pus bazele hidrostaticii și a explicat legea pârghiilor. I s-au atribuit proiectele unor noi invenții, inclusiv al unor mașini de asalt, precum și șurubul fără sfârșit. Experimente moderne au arătat că Arhimede a proiectat mașini capabile să scoată corăbiile din apă și să le dea foc folosind un sistem de oglinzi.
Arhimede este în general considerat a fi unul din cei mai mari  matematicieni ai antichității și unul dintre cei mai mari ai tuturor timpurilor, fiind primul matematician universal. El este un precursor al calculului infinitezimal, folosind metoda epuizării complete pentru a calcula aria unui arc de parabolă prin sumarea unei serii infinite, precum și calculul aproximativ al numărului π cu o acuratețe remarcabilă pentru acele timpuri. De asemenea a definit spirala care-i poartă numele, formule de calcul a volumelor și al suprafețelor corpurilor de revoluție, precum și un sistem ingenios de exprimare a numerelor foarte mari.
Arhimede a murit în timpul asediului Siracuzei, când a fost ucis de un soldat roman, în ciuda ordinului primit de a nu-l ucide. Pe piatra funerară a mormântului a fost sculptată o sferă în interiorul cilindrului circumscris, lucru cerut chiar de Arhimede, deoarece el a demonstrat că raportul dintre aria sferei și a cilindrului circumscris este egal cu raportul volumelor corpurilor, având valoarea 2/3.
Față de invențiile sale, scrierile matematice ale lui Arhimede erau puțin cunoscute în antichitate. Matematicienii din Alexandria îl cunoșteau și l-au citat, dar prima compilație cuprinzătoare despre el nu a fost dată până în jurul anului 530  d.Hr. de Isidor din Milet cel Bătrân (arhitectul care a proiectat și construit bazilica Sfânta Sofia din Constantinopol), în timp ce comentariile lui Eutocius din Ascalon din secolul VI d.Hr. au deschis larg porțile cunoașterii lucrărilor lui Arhimede. Câteva copii ale lucrărilor lui Arhimede care au supraviețuit până în Evul Mediu erau o sursă de inspirație pentru oamenii de știință din timpul Renașterii, cum ar fi Fermat, Pascal, Galileo Galilei, iar descoperirea în 1906 a unor lucrări necunoscute ale lui Arhimede, au oferit noi perspective de înțelegere a modului în care a obținut rezultatele matematice.

## Biografie

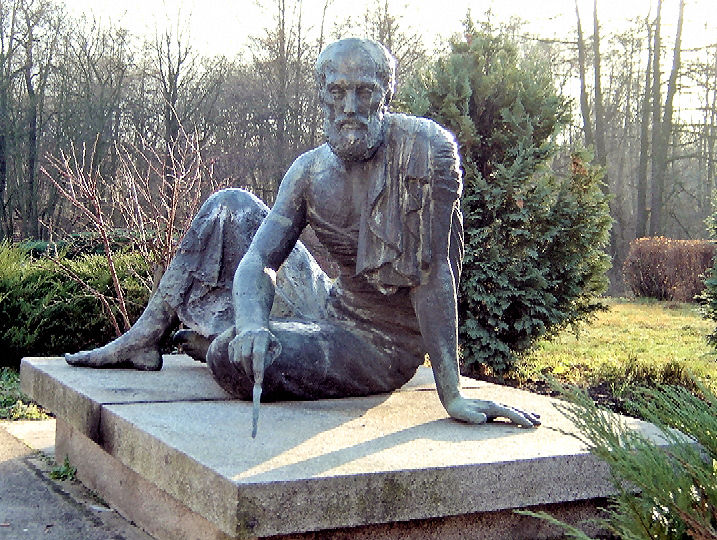
Această statuie din bronz a lui Arhimede se află la Observatorul Archenhold din Berlin. A fost sculptată de Gerhard Thieme și dezvelită în 1972.

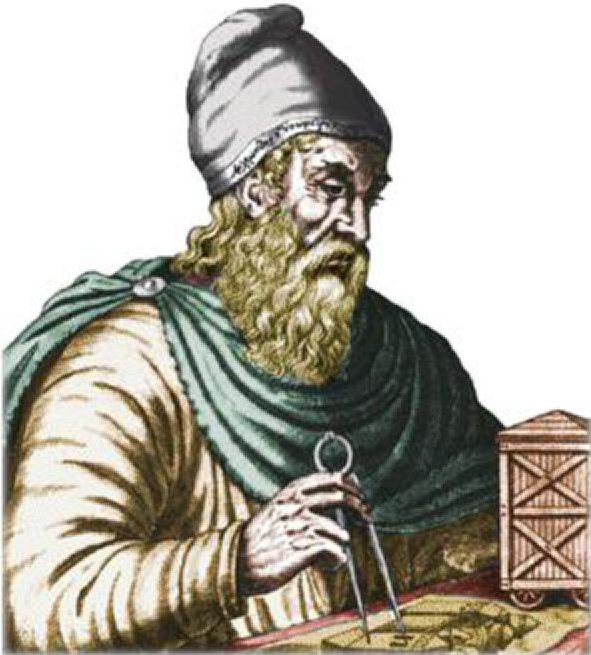
Arhimede
portret imaginar din Evul Mediu

Arhimede s-a născut c. 287 î.Hr. în orașul port Siracuza, Sicilia, în acel timp fiind o colonie cu auto-guvernare din Magna Grecia. Data nașterii se bazează pe afirmația filologului Ioannes Tzetzes din Bizanț, care spune că Arhimede a trăit 75 de ani. În lucrarea Calculul Firelor de Nisip, Arhimede dă numele tatălui său ca fiind Phidius (sau Fidius), un astronom despre care nu se știe nimic. Plutarh a scris în lucrarea sa Viețile paralele ale oamenilor iluștri că Arhimede era înrudit cu regele Hiero al II-lea al Siracuzei. O biografie a lui Arhimede a fost scrisă de prietenul său Heracleides, dar lucrarea a fost pierdută. Nu se cunoaște, de exemplu, dacă a fost căsătorit sau dacă a avut copii. În tinerețe Arhimede a studiat în Alexandria din Egipt, iar Conon din Samos și Eratostene din Cyrene i-au fost contemporani. El se referă la Conon din Samos ca la un prieten, în timp ce pe Eratostene îl citează în două lucrări (Metoda Teoremelor Mecanicii și Problema bovinelor).[a]
Arhimede a murit c. 212 î.Hr. în timpul celui de Al Doilea Război Punic, când forțele romane conduse de generalul Marcus Claudius Marcellus au capturat orașul Siracuza după doi ani de asediu. Conform cu descrierea dată de Plutarh, Arhimede își contempla o diagramă matematică când orașul a fost capturat. Un soldat roman i-a ordonat să meargă să-l întâlnească pe generalul Marcellus, dar Arhimede nu a vrut zicând că are de terminat o problemă. Soldatul s-a înfuriat și l-a ucis cu sabia lui. Într-o altă descriere dată de Plutarh, acesta sugerează că a fost ucis în timp ce încerca să se predea soldatului roman, având cu el niște instrumente matematice, iar soldatul l-a ucis crezând că sunt obiecte de valoare. Generalul Marcellus s-a înfuriat la auzul morții lui Arhimede, pe care îl considera un om de mare valoare științifică, și a dat ordin să fie înmormântat onorabil după tradiția greacă.

O sferă are volumul și aria egale cu 2/3 din volumul și aria cilindrului circumscris ei. O sferă și un cilindru au fost sculptate pe mormânt, așa cum a cerut Arhimede.

Ultimele cuvinte atribuite lui Arhimede au fost „Nu te atinge de cercurile mele” (în greacă μὴ μου τοὺς κύκλους τάραττε), referindu-se la un cerc pe care îl studia, în timp ce a fost deranjat de un soldat roman. De multe ori este citat în latină „Noli turbare circulos meos”, dar nu se știe cu adevărat dacă a spus aceste cuvinte, deoarece ele nu apar în lucrarea lui Plutarh.
Mormântul lui Arhimede conținea o sculptură care ilustra demonstrația lui matematică favorită, constând dintr-o sferă și un cilindru cu același diametru și înălțime. Arhimede a arătat că volumul și aria laterală a sferei sunt egale cu 2/3 din volumul și aria cilindrului inclusiv bazele. În 75 î.Hr., la 137 de ani de la moartea lui Arhimede, oratorul roman Cicero servea drept chestor în Sicilia. El a auzit poveștile despre mormânt, dar nimeni nu a fost în stare să-i spună unde se află. Într-un final, el a găsit mormântul lângă poarta Agrigentine din Siracuza într-o proastă condiție și acoperit de buruieni. Cicero a curățat mormântul, a văzut sculptura și a citit câteva versuri care au fost adăugate ca o inscripție. Mormântul descoperit în curtea unui hotel din Siracuza în 1960 este atribuit lui Arhimede, dar locația este totuși necunoscută azi.
Versiunea standard a vieții lui Arhimede a fost scrisă mult după moartea lui de istoricii Romei antice. Descrierea asediului Siracuzei dată în Istoria Universală de Polybius, a fost scrisă după aproximativ 70 de ani de la moartea lui Arhimede și a folosit ca sursă pe Plutarh și Titus Livius. Dar aduce prea puțină lumină asupra lui Arhimede ca persoană, ocupându-se mai mult de mașinile de război pe care le-a creat pentru apărarea orașului.

## Descoperiri și invenții

### Coroana de aur

Arhimede a folosit principiul flotabilității pentru a determina dacă coroana de aur are o densitate mai mică decât aurul solid.

Cea mai cunoscută anecdotă despre Arhimede ne spune cum a descoperit metoda de a determina volumul unui obiect de formă neregulată. Conform cu cele spuse de Vitruvius, o coroană votivă din aur fusese executată pentru un templu al regelui Hiero II. Dar la urechile regelui a ajuns zvonul că aurarul a furat o parte din aur înlocuindu-l cu argint. Regele i-a cerut lui Arhimede să stabilească cu certitudine dacă a fost înșelat sau nu. Arhimede trebuia să rezolve problema fără a distruge coroana, adică topind-o și dându-i o formă regulată pentru a-i calcula densitatea. În timp ce făcea baie, a observat că intrând din ce în ce mai mult în cadă, mai multă apă se revărsa în afara ei, moment în care și-a dat seama că datorită acestui efect poate calcula volumul coroanei, iar prin împărțirea masei coroanei la volumul ei îi putea afla densitatea. Dacă erau folosite metale cu densitate mai mică decât a aurului, atunci și densitatea coroanei ar fi mai mică decât a aurului. Fascinat de descoperirea pe care a făcut-o și uitând că era dezbrăcat, a luat-o la fugă pe străzi strigând „Evrica!” (în  greacă: „εὕρηκα!,” ceea ce înseamnă „Am găsit!”). Testul pe care l-a făcut ulterior cu coroana, a dovedit că într-adevăr aurarul folosise o anumită cantitate de argint la fabricarea ei. Acest lucru a fost posibil deoarece apa este incompresibilă în condiții normale, deci scufundând coroana, aceasta va dezlocui o cantitate de apă egală cu propriul volum.
Istoria coroanei de aur nu apare în lucrările lui Arhimede. Mai mult, metoda practică descrisă a fost pusă sub semnul întrebării datorită acurateței extreme cu care trebuia să fie calculat volumul de apă dislocuit. Posibil ca Arhimede să se fi gândit mai de grabă la o soluție în care să aplice principiul din hidrostatică, cunoscut drept principiul lui Arhimede, pe care l-a descris în tratatul său Despre corpurile plutitoare. Acest principiu stipulează că: un corp scufundat într-un fluid, este împins de jos în sus de către fluid, cu o forță egală cu greutatea volumului de fluid dislocuit de acel corp. Folosind acest principiu, a putut să compare densitatea coroanei de aur cu cea a aurului solid, punând în balanță coroana cu eșantionul de referință din aur și scufundând apoi balanța în apă. Dacă coroana are o densitate mai mică decât a aurului, va disloca mai multă apă datorită volumului mai mare, producând o forță mai mare decât cea a eșantionului de referință. Această diferență de flotabilitate va cauza un dezechilibru al balanței. Galileo Galilei consideră că probabil această metodă este aceeași pe care Arhimede a folosit-o, deoarece, în afară de faptul că este foarte precisă, se bazează pe demonstrația pe care însuși Arhimede a găsit-o.

### Șurubul lui Arhimede

Șurubul lui Arhimede poate ridica eficient apa.

O mare parte a lucrărilor de inginerie ale lui Arhimede au izvorât din satisfacerea nevoilor orașului Siracuza. Scriitorul grec Athenaeus din Naucratis descrie cum regele Hieron II i-a comandat lui Arhimede proiectarea unei corăbii uriașe, numită Syracusia, care putea fi folosită pentru călătorii de lux, pentru transportul proviziilor, sau ca navă de război. Se spune că Syracusia a fost cea mai mare corabie construită în antichitatea clasică. Conform cu cele spuse de Athenaeus, corabia era capabilă să transporte 600 de soldați inclusiv decorațiuni florale, un gimnaziu și un templu dedicat zeiței Afrodita cu toate facilitățile. Deoarece de pe o astfel de corabie se scurgea o cantitate foarte mare de apă prin carenă, șurubul lui Arhimede a fost dezvoltat cu preponderență pentru a scoate apa din santină. Acest șurub era un dispozitiv cu o lamă în formă de șurub rotativ în interiorul unui cilindru. Era acționat cu mâna și putea fi de asemenea folosit pentru a ridica apa din puțuri în canalele de irigație. Șurubul lui Arhimede este folosit și azi pentru pomparea lichidelor sau solidelor granulate, precum cărbunele și semințele. Șurubul lui Arhimede descris de Vitruvius poate a fost o îmbunătățire a pompei folosite la irigarea grădinilor suspendate ale Semiramidei.

### Gheara lui Arhimede
Gheara lui Arhimede este o armă care se spune că a fost proiectată pentru apărarea orașului Siracuza. Cunoscută și sub denumirea de mașina de scuturat corăbii, gheara semăna cu un braț de macara de care erau suspendate cârlige cu care putea înșfăca navele din apropiere zdruncinându-le puternic sau chiar scufundându-le. S-au efectuat și experiențe moderne pentru a demonstra fezabilitatea ghearei, iar în 2005, într-un documentar intitulat Superweapons of the Ancient World, a fost reconstituită versiunea ghearei, concluzionându-se că aceasta este un dispozitiv care funcționează.

### Folosirea oglinzilor parabolice incendiatoare în timpul asediului Siracuzei

Probabil Arhimede a folosit oglinzi care au acționat colectiv ca o oglindă parabolică pentru a arde corăbiile care atacau orașul Siracuza.

În secolul al doilea d.Hr. Lucian din Samosata a scris că în timpul asediului Siracuzei, Arhimede a distrus corăbiile inamice cu foc. Câteva secole mai târziu Anthemius din Tralles menționează lentila convergentă ca armă a lui Arhimede. Dispozitivul, numit câteodată (în limba engleză) raza de căldură a lui Arhimede, a fost folosit pentru a focaliza razele Soarelui asupra corăbiilor care se apropiau, cauzând aprinderea lor.
Această pretinsă armă a fost subiectul unor dezbateri aprinse despre credibilitatea ei din timpul Renașterii. René Descartes o considera drept falsă, în timp ce cercetătorii moderni au încercat să recreeze efectul folosind doar mijloacele pe care se crede că Arhimede le-ar fi avut la dispoziție. S-a sugerat faptul că un număr mare de scuturi din cupru sau bronz, polizate foarte fin, ar acționa ca o oglindă și ar fi putut fi folosite la concentrarea razelor Soarelei asupra corăbiilor. Adică, ar fi fost folosit principiul oglinzii parabolice într-o manieră similară cu cea a unui cuptor solar.
Un test cu aceste raze a fost făcut în 1973 de omul de știință grec Ioannis Sakkas. Experimentul a avut loc la baza navală Skaramagas din preajma Atenei. Cu această ocazie au fost folosite 70 de oglinzi, fiecare fiind acoperite cu un strat de cupru și având dimensiunea în jur de un metru. Oglinzile au fost focalizate asupra unei machete din placaj, a unei corăbii romane de război, aflată la o distanță de aproximativ 50m. Când oglinzile au fost focalizate cu precizie, corabia a luat foc în câteva secunde. Macheta corabiei a avut și un strat de smoală, care a ajutat la ardere.
În octombrie 2005 un grup de studenți de la Institutul de Tehnologie din Messachusetts a reluat experimentul cu 127 de oglinzi pătrate din bronz, focalizându-le pe o machetă din lemn aflată la 30 de metri. Flăcările au izbucnit, dar numai după ce pe cer nu au mai fost nori, iar macheta nu s-a mișcat timp de zece minute. S-a ajuns la concluzia că arma este fezabilă doar în condiții ideale. Grupul MIT a repetat experiența în spectacolul televizat MythBusters, folosind ca țintă o barcă de lemn din San Francisco. Din nou au apărut unele flăcări, iar lemnul a fost carbonizat pe alocuri. Dar pentru a se aprinde, lemnul trebuie să atingă temperatura de autoaprindere, care este în jur de 300 °C. Când au prezentat rezultatul, cei de la MythBusters l-au catalogat drept "busted", adică a căzut la test, datorită timpului prea îndelungat și al condițiilor atmosferice ideale pentru aprindere. De altfel, cei de la MythBusters au spus că ar fi fost mai ușor să folosească, pentru distanțe scurte, săgeți arzând sau bolovani din catapulte. Și în 2010 au mai reluat experimentul cu ocazia ediției speciale President's Challenge a lui Barack Obama. Din nou experimentul a căzut la test, ajungându-se la concluzia că efectul oglinzilor ar fi fost de orbire sau de distracție pentru echipaj.

### Alte descoperiri și invenții
Deși Arhimede nu a inventat pârghia, el a dat o explicație principiului implicat în lucrarea sa Despre Echilibrul Planelor. Descrieri mai vechi despre pârghii au fost găsite la urmașii lui Aristotel din școala peripatetică, dar câteodată descoperirea îi este atribuită lui Archytas. Conform celor spuse de Pappus din Alexandria, lucrarea lui Arhimede despre pârghii l-a făcut să exclame: Dați-mi un punct de sprijin și voi muta Pământul din loc. (în greacă δῶς μοι πᾶ στῶ καὶ τὰν γᾶν κινάσω) Plutarh descrie cum a proiectat Arhimede scripetele compus, permițând marinarilor să folosească principiul pârghiilor pentru a ridica obiecte care altfel ar fi fost prea grele de mutat. De asemenea i se atribuie creșterea puterii și preciziei catapultei, precum si inventarea odometrului (pentru măsurarea distanțelor) în timpul Primului Război Punic. Odometrul a fost descris ca o căruță cu mecanism de transmisie care lăsa să cadă o bilă după fiecare milă.
Cicero (106–43 î.Hr.) îl menționează pe Arhimede pe scurt în dialogul lui De re publica, în care descrie o conversație imaginară care ar fi avut loc în 129 î.Hr. După capturarea Siracuzei c. 212 î.Hr., generalul Marcus Claudius Marcellus i-a spus că trebuie să ducă înapoi la Roma două mecanisme folosite în astronomie, care arătau mișcarea Soarelui, a Lunii și a cinci planete. Cicero menționează mecanisme similare proiectate de Thales din Milet și Eudoxus din Knidos. Dialogul spune că Marcellus a reținut un mecanism pentru el ca pradă de război, iar pe celălalt l-a donat Templului Virtuții din Roma. Mecanismul lui Marcellus a fost prezentat, spune Cicero, de Gaius Sulpicius Gallus lui Lucius Furius Philus, care îl descie astfel:
„Hanc sphaeram Gallus cum moveret, fiebat ut soli luna totidem conversionibus in aere illo quot diebus in ipso caelo succederet, ex quo et in caelo sphaera solis fieret eadem illa defectio, et incideret luna tum in eam metam quae esset umbra terrae, cum sol e regione. — When Gallus moved the globe, it happened that the Moon followed the Sun by as many turns on that bronze contrivance as in the sky itself, from which also in the sky the Sun's globe became to have that same eclipse, and the Moon came then to that position which was its shadow on the Earth, when the Sun was in line.”
Acest citat este o descriere a unui planetarium. Pappus din Alexandria spune că Arhimede a scris o lucrare (acum pierdută) despre construcția acestui mecanism, intitulată Despre Sferă - Confecționare. Cercetările moderne despre mecanism s-au axat pe mecanismul de la Antikythera, un alt mecanism din timpul antichității clasice, care probabil a fost proiectat pentru același scop. Construcția unui astfel de mecanism presupune cunoașterea de angrenaje diferențiale sofisticate. Multă vreme s-a crezut că acest lucru este cu mult peste tehnologiile din antichitate, dar mecanismul din Antikytera, descoperit în 1902, a confirmat că astfel de mecanisme erau cunoscute în Grecia antică.

## Matematică
Deși este privit adesea ca proiectant de dispozitive mecanice, Arhimede a adus contribuții importante și în domeniul matematicii. Plutarh scrie: Și-a pus întreaga afecțiune și ambiție în cele mai pure speculații în care nu pot exista nevoile obișnuite ale vieții.

Arhimede a folosit metoda epuizării pentru a aproxima valoarea lui π.

Arhimede era capabil să folosească mărimile infinitezimale într-un mod similar cu calculul integral modern. Folosind metoda reducerii la absurd, a putut să dea răspunsuri, cu un grad de precizie arbitrară la problemele pe care le avea, specificând limitele între care se situa rezultatul. Tehnica este cunoscută drept metoda epuizării și a folosit-o pentru a aproxima valoarea lui π. Arhimede a realizat acest lucru desenând un hexagon regulat circumscris unui cerc și altul înscris în cerc. Dublând laturile hexagonului se obține un poligon regulat cu douăsprezece laturi. Calculând perimetrul acestuia se poate obține o aproximare a valorii π. Pentru o mai mare acuratețe se pare că Arhimede a făcut împărțirea acestui nou poligon într-unul cu 24 de laturi, după care a continuat succesiv cu valori duble. Pentru poligoanele cu 96 de laturi fiecare, el a calculat lungimile laturilor lor și a arătat că valoarea lui π se află între 310⁄71 (aproximativ 3.1408) și 31⁄7 (aproximativ 3.1429), fiind compatibilă cu valoarea actuală de aproximativ 3,141592653.
De asemenea, Arhimede a demonstrat că aria unui cerc este egală cu π înmulțită cu raza la pătrat. În lucrarea Despre Sferă și Cilindru, Arhimede postulează că orice mărime adăugată ei însăși de suficiente ori va depăși orice mărime dată. Aceasta este proprietatea lui Arhimede a numerelor reale.
În lucrarea Măsurarea cercului, Arhimede dă valoarea radicalului din 3 ca aflându-se între 265⁄153 (aproximativ 1.7320261) și 1351⁄780 (aproximativ 1.7320512). Valoarea actuală fiind de aproximativ 1.732508, ceea ce arată o estimare foarte bună a valorii. El a introdus acest rezultat fără a oferi nici o explicație a modului în care a obținut această valoare. Acest aspect al muncii lui Arhimede l-a făcut pe John Wallis să remarce că el s-a comportat: ca și cum a avut intenția de a-și acoperi urmele investigației, nefiind dispus să transmită posterității secretul metodei sale de cercetare, deși a dorit să smulgă de la ei consimțământul rezultatelor sale.

Așa cum a demostrat Arhimede, aria segmentului parabolic din figura de sus este egal cu 4/3 din triunghiul înscris în figura de jos.

În lucrarea Cuadratura parabolei, Arhimede a demonstrat că aria determinată de o parabolă și o linie dreaptă este egală cu 4⁄3 înmulțită cu aria triunghiului înscris, așa cum se arată în figura din dreapta. El a dat soluția la problemă printr-o progresie geometrică infinită având rația 1⁄4:
{\displaystyle \sum _{n=0}^{\infty }4^{-n}=1+4^{-1}+4^{-2}+4^{-3}+\cdots ={4 \over 3}.\;}
Dacă primul termen al seriei este aria triunghiului, atunci al doilea termen al seriei este suma ariilor a două triunghiuri ale căror baze sunt liniile secante ale triunghiului cu parabola, și așa mai departe.
În lucrarea Calculul Firelor de Nisip, Arhimede se ocupă de calculul firelor de nisip pe care le-ar conține universul. Pentru a face acest lucru, el a fost nevoit să estimeze dimensiunile universului și să găsească o metodă de a lucra cu numere foarte mari. El scrie: Este cineva, regele Gelo II fiul lui Hiero II, care crede că numărul de fire de nisip este infinit, dar eu înțeleg prin nisip nu numai cel care există la Siracuza sau în restul Siciliei, ci și cel care se găsește în fiecare regiune locuită sau nelocuită. Pentru a rezolva problema, Arhimede a inventat un sistem de numărare bazat pe myriade (în greacă μυρίος, μυριάδες myrios, plural myriades), desemnând numărul 10000. El a propus un sistem de numerație care să folosească puterea unui myriad de myriad (100 de milioane), concluzionând că numărul de fire de nisip cerut pentru a umple întregul univers este de 8×1063.

## Opera
Operele lui Arhimede au fost scrise în limba greacă dorică, dialectul antic al Siracuzei. Operele lui Arhimede nu au supraviețuit așa de bine ca cele ale lui Euclid, șapte dintre ele fiind cunoscute numai din referințele făcute de alți autori la ele. Pappus din Alexandria menționează lucrarea Despre Sferă - Confecționare și altă lucrare despre poliedre, în timp ce Theon din Alexandria citează o remarcă despre refracție dintr-o lucrare pierdută Catoptrica.[b] În timpul vieții sale, Arhimede a făcut cunoscută lucrarea lui prin corespondență cu matematicienii din Alexandria. Lucrările lui Arhimede au fost colectate de arhitectul bizantin Isidore din Milet (c. 530 d.Hr.), în timp ce comentariile operelor lui Arhimede scrise de Eutocius din Ascalon în secolul al șaselea d.Hr, a ajutat la răspândirea lor. Operele lui Arhimede au fost traduse în arabă de Thābit ibn Qurra (836–901 d.Hr.), iar în latină de Gerard din Cremona (c. 1114–1187 d.Hr.). În timpul Renașterii, a fost publicată la Basel, în 1544, prima Ediție Princeps a operelor lui Arhimede în greacă și latină. În jurul anului 1586 Galileo Galilei a inventat balanța hidrostatică pentru metale cântărite în apă și aer, inspirîndu-se aparent din operele lui Arhimede.

### Lucrări care au supraviețuit

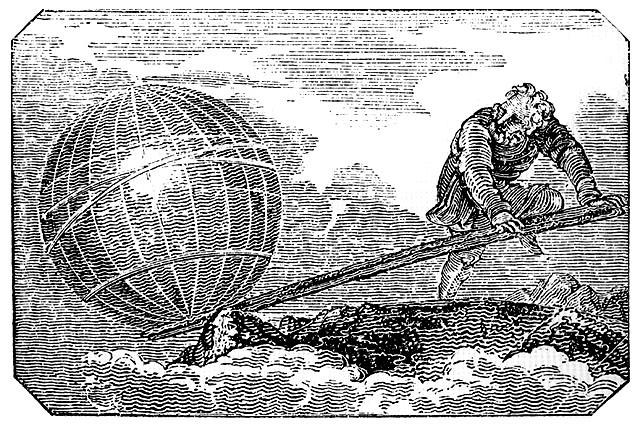
Se spune că Arhimede a făcut următoarea remarcă în ceea ce privește pârghiile: Dați-mi un punct de sprijin și voi muta Pământul din loc.

Archimēdous Panta sōzomena, 1615

- Despre Echilibrul Planelor (două volume)

Primul volum conține cincisprezece propoziții și șapte axiome, în timp ce al doilea conține zece propoziții. În această lucrare Arhimede explică legea pârghiilor, declarând: Mărimile sunt în echilibru la distanțe reciproc proporționale cu greutatea lor.
Arhimede folosește principii derivate pentru a calcula ariile și centrul de greutate al diverselor figuri geometrice, inclusiv triunghiuri, paralelograme și parabole .
- Măsurarea cercului

Aceasta este o lucrare scurtă constând din trei propoziții. Este scrisă sub formă de corespondență cu Dositheos, care a fost un student al lui Conon din Samos. În propoziția a doua, Arhimede arată că valoarea lui π este mai mare decât 223⁄71 și mai mică decât 22⁄7. Cifra din urmă a fost utilizată pentru a aproxima numărul π de-a lungul Evului Mediu și este folosită și astăzi, atunci când doar două cifre aproximative sunt necesare.
- Despre Spirale

Această lucrare care conține 28 de propoziții îi este adresată tot lui Dositheus. Tratatul definește ceea ce acum se numește Spirala lui Arhimede. Spirala este definită ca: locul geometric al punctelor care corespund pozițiilor în timp ale unui punct care se îndepărtează cu viteză constantă de un punct fix (originea), de-a lungul unei drepte care se rotește în jurul originii cu viteză unghiulară constantă. În coordonate polare (r, θ), această curbă poate fi descrisă de ecuația:
{\displaystyle \,r=a+b\theta }
în care a și b sunt numere reale. Acesta este un exemplu timpuriu de curbă mecanică (o curbă trasată prin mișcarea unui punct) considerată de matematicienii Greciei antice.
- Despre Sferă și Cilindru (două volume)

În acest tratat adresat Dositheos, Arhimede obține rezultatul de care era foarte mândru, și anume, relația dintre sfera și cilindrul circumscris de același diametru și înălțime. Volumul sferei este 4⁄3πr3, iar cel al cilindrului 2πr3. Suprafața sferei este 4πr2, iar cea a cilindrului 6πr2. Raportul dintre volumul sferei și cel al cilindrului este egal cu raportul dintre suprafața sferei și suprafața cilindrului (inclusiv bazele), având valoarea 2/3. De aceea pe mormântul lui Arhimede a fost sculptată o sferă cu un cilindru circumscris, după cum el însuși a cerut.
- Despre Conoide și Sferoide

Această lucrare conține 32 de propoziții adresate lui Dositheus. În acest tratat Arhimede calculează ariile secțiunilor și volumele conurilor, sferelor și paraboloizilor.
- Despre Corpurile Plutitoare (două volume)

În prima parte a acestui tratat Arhimede emite legea echilibrului fluidelor, dovedind că apa va adopta o formă sferică în jurul centrului de greutate. Acest lucru poate a fost o încercare de a explica teoria astronomilor contemporani greci, precum cea a lui Eratostene, că Pământul este rotund. Fluidele descrise de Arhimede nu sunt auto-gravitante, deoarece el presupune existența unui punct  față de care toate lucrurile cad pentru a se obține o formă sferică.
În partea a doua, calculează pozițiile de echilibru ale secțiunilor paraboloizilor. Aceasta a fost probabil o idealizare a formei corpului corăbiilor. Unele dintre aceste secțiuni vor pluti cu baza sub apă și vârful deasupra apei, similar cu plutirea aisbergurilor. Legea lui Arhimede despre plutire este enunțată astfel: Orice corp, total sau parțial cufundat într-un fluid, produce o forță ascensională egală cu greutatea fluidului dislocuit, dar de sens opus ei.
- Cuadratura parabolei

În această lucrare care conține 24 de propoziții și adresată lui Dositheus, Arhimede demonstrează prin două metode că aria dintre o parabolă și o dreaptă care o intersectează este egală cu valoarea 4/3 multiplicată cu aria triunghiului de aceeași bază și înălțime. El a realizat acest lucru calculând valoarea progresiei geometrice infinite cu rația 1/4.
- Ostomachion

Acesta este un joc logic cu tăieturi, similar Tangramului, iar descrierea lui a fost găsită într-o formă mult mai completă în Manuscrisul lui Arhimede. Arhimede a calculat ariile a 14 piese care pot fi asamblate sub formă de pătrat. Cercetările publicate de Dr. Reviel Netz de la Universitatea Stanford în 2003, argumentează că Arhimede a încercat să determine în câte feluri piesele pot fi asamblate sub formă de pătrat. Dr. Netz a calculat că piesele pot fi asamblate sub formă de pătrat în 17152 feluri. Numărul de aranjamente este de numai 536 de feluri atunci când sunt eliminate soluțiile echivalente, adică cele datorate rotației și reflexiei. Acest joc logic reprezintă un exemplu de problemă timpurie de combinatorică.
Originea numelui jocului este neclară, sugerându-se că ar proveni de la cuvântul grec antic stomachos (στόμαχος), care înseamnă gâtlej sau esofag. Ausonius denumește acest joc Ostomachion, un cuvânt grec compus din cuvintele  ὀστέον (osteon – oase) și μάχη (machē – luptă). Jocul mai este cunoscut și sub denumirea de Pătratul lui Archimedes.
- Problema bovinelor

Această lucrare a fost descoperită de Gotthold Ephraim Lessing într-un manuscris grec constând dintr-un poem cu 44 de linii, în librăria Herzog August din Wolfenbüttel, Germania în anul 1773. Îi era adresat lui Eratostene și matematicienilor din Alexandria. Arhimede îi provoca să calculeze numărul bovinelor din Cireada Soarelui, prin rezolvarea simultană a mai multor  ecuații Diofantice. Există și o versiune mult mai dificilă a problemei, în care unele răspunsuri cer ca numerele să fie pătrate perfecte. Această versiune a fost rezolvată pentru prima dată de A. Amthor în 1880, iar răspunsul este un număr foarte mare, de aproximativ 7.760271×10206544.
- Calculul Firelor de Nisip

În acest tratat Arhimede contorizează numărul de fire de nisip necesare pentru a umple întregul univers. Cartea menționează și teoria heliocentrică a sistemului solar propusă de Aristarh din Samos, precum și ideile contemporanilor despre dimensiunea Pământului și al distanțelor dintre diverse corpuri cerești. Bazându-se pe sistemul de puteri ale myriadelor, Arhimedea a tras concluzia că numărul de fire de nisip necesare pentru umplerea întregului univers este de 8×1063. În introducere el notează că tatăl sau a fost un astronom pe nume Phidias. Calculul Firelor de Nisip sau Psammites este singura lucrare a lui Arhimede care a supraviețuit și în care discută viziunea sa despre astronomie.
- Metoda Teoremelor Mecanicii

Acest tratat a fost considerat pierdut până când a fost descoperit Manuscrisul lui Arhimede în 1906. În această lucrare Arhimede folosește calculul infinitezimal, arătând cum pot fi împărțite figurile într-un număr infinit de părți infinitezimale, pentru a determina aria și volumul lor. Arhimede a folosit această metodă lipsită de rigoare formală, astfel că a mai folosit în paralel și metoda epuizării pentru a trage concluzii asupra rezultatelor. Ca și Problema bovinelor, Metoda Teoremelor Mecanicii a fost scrisă sub formă de scrisoare adresată lui Eratostene din Alexandria.

### Lucrări apocrife
Cartea Lemelor a lui Arhimede sau Liber Assumptorum este un tratat care conține 15 propoziții despre natura cercului. Cea mai veche copie cunoscută a textului este în arabă. Savanții T. L. Heath și Marshall Clagett argumentează că acest tratat nu a fost scris de Arhimede în forma sa actuală, deoarece îi citează pe Arhimede, sugerând modificări făcute de un alt autor. Cartea Lemelor probabil că se bazează pe o lucrare a lui Arhimede care acum este pierdută.
De asemenea s-a afirmat că formula lui Heron pentru calculul ariei unui triunghi folosind lungimea laturilor sale îi era cunoscută lui Arhimede.[c] Totuși, prima referire sigură despre formulă este dată de Heron din Alexandria în secolul 1 d.Hr..

## Manuscrisul pe pergament al lui Arhimede

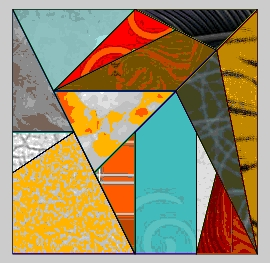
Ostomachion este un joc logic din Manuscrisul lui Arhimede.

Principalul document care conține operele lui Arhimede este Manuscrisul lui Arhimede. În anul 1906, profesorul danez Johan Ludvig Heiberg vizitând Constantinopolul, a examinat un pergament din piele de capră, pe care erau scrise 174 de pagini de rugăciuni, din secolul al 13-lea. El a descoperit că era un pergament pe care textul fusese scris peste un text mai vechi, care fusese șters. Acest tip de pergament, numit în greacă palimpsestus, a fost creat prin ștergerea textului inițial și refolosirea lui. Această practică era comună în Evul Mediu, deoarece pergamentul era scump. Scrierea mai veche de pe pergament a fost identificată ca fiind o copie din secolul al 10-lea d.Hr. a unui tratat necunoscut al lui Arhimede. Pergamentul a stat sute de ani în librăria mânăstirii din Constantinopol înainte de a fi vândut unui colecționar privat în anul 1920. Apoi, pe 29 octombrie 1998 a fost vândut la licitație unui cumpărător anonim pentru suma de 2 milioane de dolari, la Christie în New York. Manuscrisul conține șapte tratate, inclusiv singura copie care a supraviețuit Despre Plutirea Corpurilor în limba greacă originală. De asemenea, este singura sursă despre Methoda Teoremelor Mechanice, despre care amintește Suidas și crezută a fi pierdută pentru totdeauna. În manuscris a mai fost descoperit și Ostomachion, cu o analiză mult mai completă despre jocul logic decât în textele descoperite anterior. La ora actuală manuscrisul se află la Muzeul de Arta Walters din Baltimore, Maryland, unde a fost subiectul unor teste moderne, inclusiv cu raze ultraviolete și raze X, pentru a fi citit textul inițial.
Tratatele din Manuscrisul lui Arhimede sunt: Despre Echilibrul Planelor, Despre Spirale, Măsurarea Cercului, Despre Sferă și Cilindru, Despre Corpurile Plutitoare, Metoda Teoremelor Mecanicii și Stomachion.

## Moștenirea

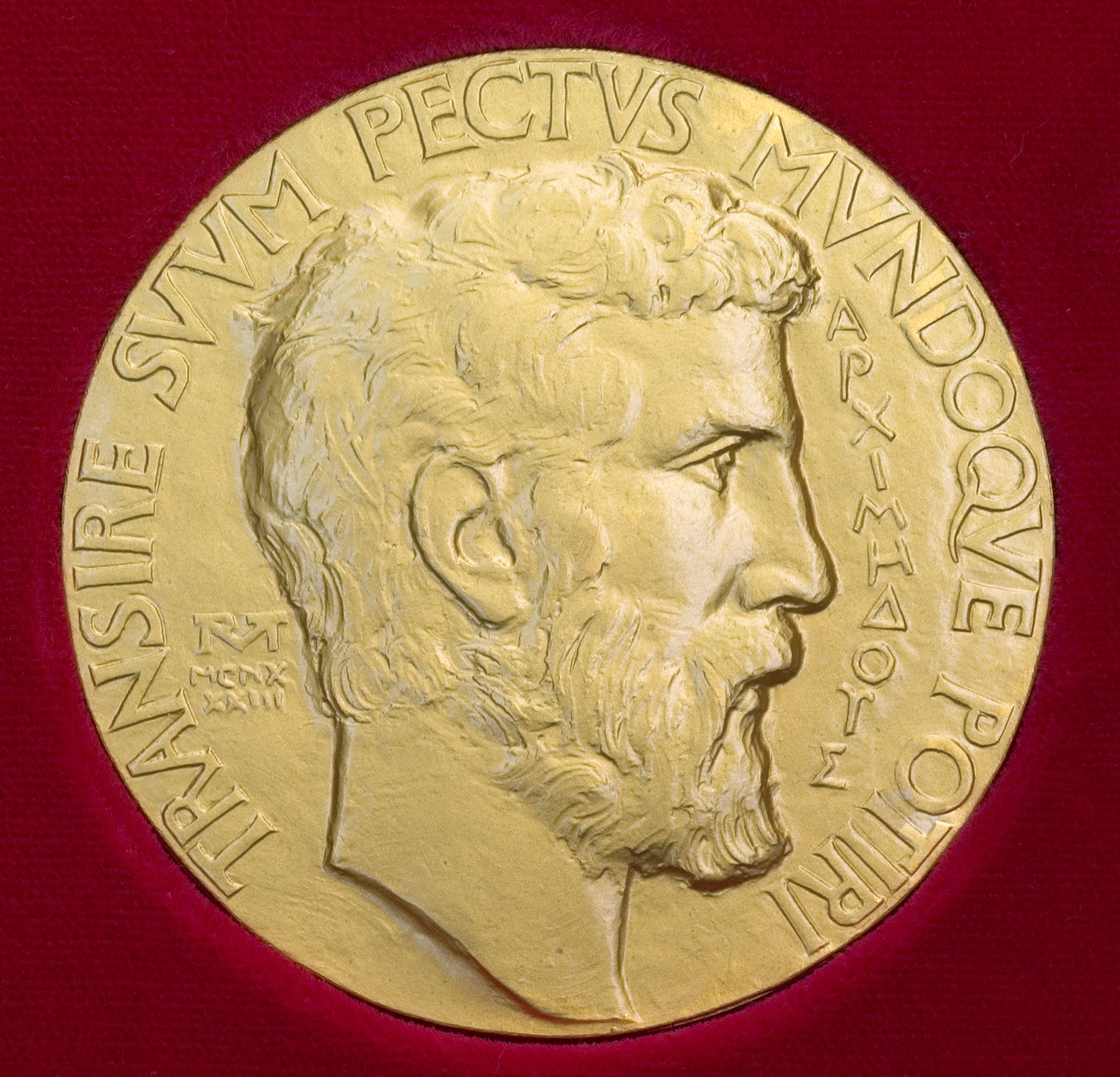
Medalia Fields conține un portret al lui Arhimede.

Există, în onoarea lui, un crater pe Lună numit Arhimede (29.7° N, 40° W) precum și un munte lunar Muntele lui Arhimede (25.3° N, 4.6° W).
Asteroidul 3600 Archimedes poartă numele lui.
Medalia Fields, pentru realizări remarcabile în matematică, conține un portret al lui Arhimede, împreună cu demonstrația lui despre sferă și cilindru. Inscripția din jurul capului este un citat atribuit lui, care în latină se citește: Transire suum pectus mundoque potiri (Ridică-te deasupra ta și înțelege lumea).
Arhimede a apărut și pe mărci poștale din Germania de Est (1973), Grecia (1983), Italia (1983), Nicaragua (1971), San Marino (1982) și Spania (1963).
Exclamația Evrika!, atribuită lui Arhimede, este motto-ul statului California. Aici, acest cuvânt se referă la descoperirea aurului de lângă Sutter's Mill, din 1848, care a reprezentat scânteia pentru California Gold Rush.
O mișcare de angajament civic care vizează accesul universal la asistență medicală în SUA, din statul Oregon a fost numită "Mișcarea Arhimede", condusă de fostul guvernator al Oregon-ului Ioan Kitzhaber.
Două noțiuni științifice îi poartă numele:
- Axioma lui Arhimede din matematică;
- Legea lui Arhimede din hidrostatică.

Toate lucrările sale au fost dedicate științei și au fost folosite pentru apărarea orașului său.